# Líbia az 1980. évi nyári olimpiai játékokon
Líbia a szovjetunióbeli Moszkvában megrendezett 1980. évi nyári olimpiai játékok egyik részt vevő nemzete volt. Az országot az olimpián 5 sportágban 29 sportoló képviselte, akik érmet nem szereztek.

## Atlétika
Férfi
| Versenyző                                                                     | Versenyszám     | Előfutam | Előfutam | Előfutam | Negyeddöntő | Negyeddöntő | Negyeddöntő | Elődöntő | Elődöntő | Elődöntő | Döntő   | Döntő    |
| Versenyző                                                                     | Versenyszám     | Idő      | Hely.    | Össz.    | Idő         | Hely.       | Össz.       | Idő      | Hely.    | Össz.    | Idő     | Helyezés |
| ----------------------------------------------------------------------------- | --------------- | -------- | -------- | -------- | ----------- | ----------- | ----------- | -------- | -------- | -------- | ------- | -------- |
| Ahmed Mohamed Sallouma                                                        | 200 m           | 22,88    | 6.       | 50.      | kiesett     | kiesett     | kiesett     | kiesett  | kiesett  | kiesett  | kiesett | kiesett  |
| El-Mehdi Sallah Diab                                                          | 400 m           | 49,89    | 6.       | 43.      |             |             |             | kiesett  | kiesett  | kiesett  | kiesett | kiesett  |
| Salem El-Margini                                                              | 800 m           | 1:50,0   | 4.       | 24.      |             |             |             | kiesett  | kiesett  | kiesett  | kiesett | kiesett  |
| Marzouk Mabrouk                                                               | 1500 m          | 3:54,21  | 9.       | 30.      |             |             |             | kiesett  | kiesett  | kiesett  | kiesett | kiesett  |
| Issa Chetoui                                                                  | Maraton         |          |          |          |             |             |             |          |          |          | 2:38:01 | 44.      |
| Enemri Najem Al-Marghani                                                      | Maraton         |          |          |          |             |             |             |          |          |          | 2:42:27 | 49.      |
| Bashir Al-Fellah Salem El-Margini Ahmed Mohamed Sallouma El-Mehdi Sallah Diab | 4 × 400 m váltó | 3:16,7   | 6.       | 19.      |             |             |             |          |          |          | kiesett | kiesett  |

## Kerékpározás

### Országúti kerékpározás
Férfi
| Versenyző                                                     | Versenyszám     | Idő                | Helyezés      |
| ------------------------------------------------------------- | --------------- | ------------------ | ------------- |
| El-Munsif Ben Youssef                                         | Mezőnyverseny   | nem ért célba      | nem ért célba |
| Ali Hamid El-Aila                                             | Mezőnyverseny   | nem ért célba      | nem ért célba |
| Mohamed Ganfud                                                | Mezőnyverseny   | nem ért célba      | nem ért célba |
| Nuri Kaheil                                                   | Mezőnyverseny   | nem ért célba      | nem ért célba |
| Ali Hamid El-Aila Mohamed El-Kamaa Nuri Kaheil Khalid Shebani | Csapat időfutam | 2:24:48,2 (+23:26) | 21.           |

### Pálya-kerékpározás
Sprintverseny
| Versenyző        | Versenyszám  | 1. forduló               | 1. forduló | Vigaszág                   | Vigaszág | Döntő                                        | Döntő | 2. forduló                          | 2. forduló | Vigaszág             | Vigaszág | Nyolcaddöntő           | Nyolcaddöntő | Vigaszág               | Vigaszág | Döntő                | Döntő   | Negyeddöntő          | 5–8. helyért           | 5–8. helyért | Elődöntő             | Döntő                | Helyezés |
| Versenyző        | Versenyszám  | Ellenfelek Győztes idő   | Hely       | Ellenfelek Győztes idő     | Hely     | Ellenfelek Győztes idő                       | Hely  | Ellenfél Győztes idő                | Hely       | Ellenfél Győztes idő | Hely     | Ellenfelek Győztes idő | Hely         | Ellenfelek Győztes idő | Hely     | Ellenfél Győztes idő | Hely    | Ellenfél Győztes idő | Ellenfelek Győztes idő | Hely         | Ellenfél Győztes idő | Ellenfél Győztes idő | Helyezés |
| ---------------- | ------------ | ------------------------ | ---------- | -------------------------- | -------- | -------------------------------------------- | ----- | ----------------------------------- | ---------- | -------------------- | -------- | ---------------------- | ------------ | ---------------------- | -------- | -------------------- | ------- | -------------------- | ---------------------- | ------------ | -------------------- | -------------------- | -------- |
| Fawzi Abdussalam | Férfi egyéni | Anton Tkáč (TCH) · 10,86 | 2.         | James Joseph (GUY) · 11,08 | 2.       | Morcz László (HUN) · John Musa (ZIM) · 11,49 | 2.    | Lutz Heßlich (GDR) · verseny nélkül | 2.         | kiesett              | kiesett  | kiesett                | kiesett      | kiesett                | kiesett  | kiesett              | kiesett | kiesett              | kiesett                | kiesett      | kiesett              | kiesett              | kiesett  |

Időfutam
| Név            | Versenyszám  | Idő      | Helyezés |
| -------------- | ------------ | -------- | -------- |
| Khalid Shebani | Férfi egyéni | 1:11,627 | 17.      |

## Röplabda

### Férfi
| Líbiai férfi röplabdacsapat-játékoskeret                                   | Líbiai férfi röplabdacsapat-játékoskeret                             |
| -------------------------------------------------------------------------- | -------------------------------------------------------------------- |
| - Ahmed Zoubi - Awad Zakka - Jamal Zarugh - Kamaluddin Badi - Miloud Zakka | - Mustafa El-Musbah - Samid Sagar - Adnan El-Khuja - Ahmed El-Faghei |

#### Eredmények
Csoportkör
B csoport
|                     |      | Mérkőzések | Mérkőzések | Szettek | Szettek | Szettek | Pontok | Pontok | Pontok |
| Csapat              | Pont | Gy         | V          | Sz+     | Sz–     | SzA     | P+     | P–     | PA     |
| ------------------- | ---- | ---------- | ---------- | ------- | ------- | ------- | ------ | ------ | ------ |
| Lengyelország (POL) | 7    | 3          | 1          | 11      | 5       | 2,200   | 221    | 172    | 1,285  |
| Románia (ROU)       | 7    | 3          | 1          | 10      | 5       | 2,000   | 215    | 138    | 1,558  |
| Brazília (BRA)      | 6    | 2          | 2          | 9       | 8       | 1,125   | 215    | 196    | 1,097  |
| Jugoszlávia (YUG)   | 6    | 2          | 2          | 8       | 8       | 1,000   | 189    | 177    | 1,068  |
| Líbia (LBA)         | 4    | 0          | 4          | 0       | 12      | 0,000   | 23     | 180    | 0,128  |

| 1980. július 20. 17:30 | Románia (ROU)      | 3–0 | Líbia (LBA) |  |
| 1980. július 20. 17:30 | (15–3, 15–1, 15–1) |     |             |  |

| 1980. július 24. 17:30 | Lengyelország (POL) | 3–0 | Líbia (LBA) |  |
| 1980. július 24. 17:30 | (15–1, 15–3, 15–1)  |     |             |  |

| 1980. július 26. 17:30 | Brazília (BRA)     | 3–0 | Líbia (LBA) |  |
| 1980. július 26. 17:30 | (15–1, 15–2, 15–6) |     |             |  |

| 1980. július 28. 19:30 | Jugoszlávia (YUG)  | 3–0 | Líbia (LBA) |  |
| 1980. július 28. 19:30 | (15–2, 15–1, 15–1) |     |             |  |

A 9. helyért
| 1980. július 30. 11:00 | Olaszország (ITA)  | 3–0 | Líbia (LBA) |  |
| 1980. július 30. 11:00 | (15–2, 15–1, 15–4) |     |             |  |

| Csapat      | Helyezés |
| ----------- | -------- |
| Líbia (LBA) | 10.      |

## Súlyemelés
| Versenyző              | Versenyszám | Szakítás | Szakítás | Lökés    | Lökés    | Összesen | Helyezés |
| Versenyző              | Versenyszám | Eredmény | Helyezés | Eredmény | Helyezés | Összesen | Helyezés |
| ---------------------- | ----------- | -------- | -------- | -------- | -------- | -------- | -------- |
| Almabruk Mahmud Mahmud | 52 kg       | 85,0     | 15.      | 105,0    | 15.      | 190,0    | 15.      |
| Ali Shalabi            | 56 kg       | 95,0     | 19.      | 120,0    | 17.      | 215,0    | 17.      |

## Úszás
Férfi
| Versenyző          | Versenyszám | Előfutam | Előfutam | Előfutam | Elődöntő | Elődöntő | Elődöntő | Döntő   | Döntő    |
| Versenyző          | Versenyszám | Idő      | Hely.    | Össz.    | Idő      | Hely.    | Össz.    | Idő     | Helyezés |
| ------------------ | ----------- | -------- | -------- | -------- | -------- | -------- | -------- | ------- | -------- |
| Abdulwahab Werfeli | 100 m gyors | 1:01,55  | 7.       | 36.      | kiesett  | kiesett  | kiesett  | kiesett | kiesett  |
| Mohamed El-Naser   | 100 m mell  | kizárták | kizárták | kizárták |          |          |          | kiesett | kiesett  |

Női
| Versenyző     | Versenyszám    | Előfutam | Előfutam | Előfutam | Döntő   | Döntő    |
| Versenyző     | Versenyszám    | Idő      | Hely.    | Össz.    | Idő     | Helyezés |
| ------------- | -------------- | -------- | -------- | -------- | ------- | -------- |
| Nadia Fezzani | 100 m gyors    | 1:09,28  | 8.       | 28.      | kiesett | kiesett  |
| Nadia Fezzani | 100 m pillangó | 1:12,94  | 6.       | 24.      | kiesett | kiesett  |
| Soad Fezzani  | 200 m gyors    | 2:30,14  | 7.       | 22.      | kiesett | kiesett  |
| Soad Fezzani  | 400 m gyors    | 5:16,17  | 7.       | 19.      | kiesett | kiesett  |
| Soad Fezzani  | 100 m hát      | 1:16,83  | 6.       | 24.      | kiesett | kiesett  |